# 데이비드 브레이너드
데이비드 브레이너드 (1718년 4월 20일 – 1747년 10월 9일)는 미국의 장로회 목사이자 뉴저지주의 델라웨어 원주민을 위한 선교사였다. 윌리엄 캐리, 제임스 엘리엇과 같은 선교사들과 브레이너드의 사촌인 제2차 대각성 운동을 이끌었던 제임스 브레이너드 테일러 (1801년–1829년)는 브레이너드를 자신들의 영감의 원천으로 언급한다.

## 전기

### 초기 생활

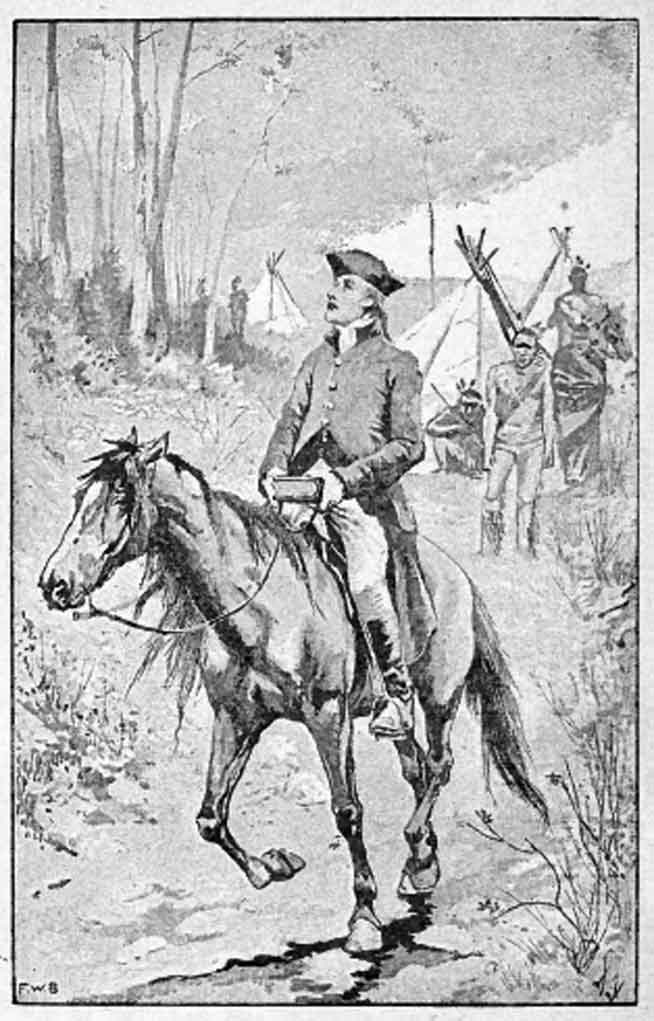
말을 탄 데이비드 브레이너드. 그는 선교사로서 말을 타고 3000마일 이상을 여행했다.

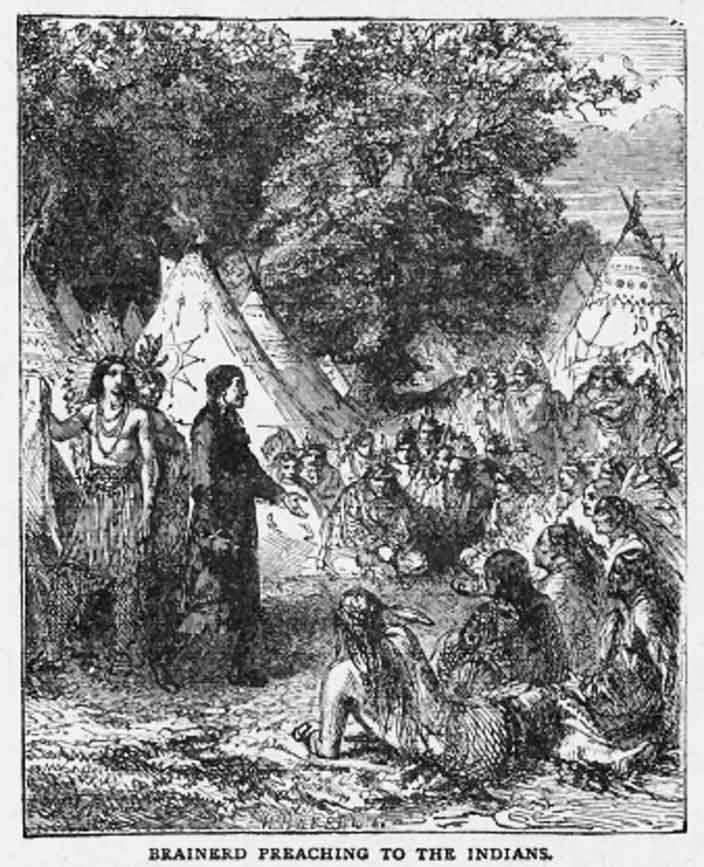
원주민들에게 야외 설교를 하는 브레이너드.

데이비드 브레이너드는 1718년 4월 20일 코네티컷주 해덤에서 코네티컷 의원 헤제키아 브레이너드와 도로시 호바트의 아들로 태어났다. 그는 9명의 형제자매가 있었는데, 그 중 한 명은 도로시의 전 결혼에서 얻은 자녀였다. 그는 열네 번째 생일 한 달 전에 고아가 되었다. 그의 아버지는 1727년에 46세의 나이로 사망했고 그의 어머니는 5년 후에 사망했다.
어머니가 사망한 후 브레이너드는 누나 예루샤와 함께 살기 위해 이스트 해덤으로 이사했다. 열아홉 살에 그는 더럼 근처의 농장을 물려받았지만, 1년 후 예일에 입학할 준비를 하기 위해 이스트 해덤으로 돌아왔다. 1739년 7월 12일, 그는 "형언할 수 없는 영광"을 경험하여 "하나님을 높이고, 그를 왕좌에 앉히고, '먼저 그의 나라를 구하려는' 진심 어린 열망"을 가지게 되었다고 기록했다. 이는 복음주의 학자들에 의해 개종 경험으로 해석되었다.

### 목회 준비
두 달 후, 그는 예일에 입학했다. 예일에서의 2학년 때, 그는 결핵이라는 심각한 질병으로 피를 토하며 고통받아 집으로 보내졌다. 1740년 11월에 돌아왔을 때, 예일에서는 교수진과 학생들 사이에 긴장이 생기기 시작했다. 교수진은 조지 휫필드, 길버트 테넌트, 이벤에저 펨버턴과 제임스 데이븐포트와 같은 방문 설교자들에 의해 촉발된 학생들의 영적 열정이 과도하다고 여겼다. 브레이너드는 불경한 교수진에 대한 발언 때문에 퇴학당했다.
당시 법률은 하버드, 예일 또는 유럽 교육기관을 졸업하지 않으면 코네티컷에서 목사로 임명되는 것을 금지했기 때문에 브레이너드는 계획을 다시 세워야 했다. 1742년, 브레이너드는 신식파로 알려진 일단의 복음주의자들에 의해 설교하는 것을 허가 받았다. 그 결과, 그는 뉴저지의 주요 장로회 회원인 조나단 디킨슨의 주목을 받았고, 디킨슨은 브레이너드를 예일에 재입학시키려 했지만 실패했다. 대신, 디킨슨은 브레이너드가 스코틀랜드 기독교 지식 전파 협회의 지원을 받아 미국 원주민들 사이에서 선교 활동에 전념할 것을 제안했다. 그는 1742년 11월 25일에 이 선교 활동에 대한 승인을 받았다.

### 선교 시작
1743년 4월 1일, 롱아일랜드의 한 교회를 잠시 섬긴 후, 브레이너드는 미국 원주민 선교사로 일하기 시작했고, 1746년 후반에 병이 너무 심해질 때까지 계속했다. 말년에는 우울증, 외로움, 그리고 음식 부족도 겪었다.
그의 첫 선교 임무는 현재 나소, 뉴욕 근처의 모히칸족 정착지인 카우나미크에서 일하는 것이었다. 브레이너드는 그곳에서 1년 동안 머물렀다.
1743년, 그는 펜실베이니아 베들레헴 북동쪽의 델라웨어강을 따라 델라웨어 원주민들 사이에서 일하도록 재배치되었고, 그곳에서 1년 더 머물렀으며, 그동안 뉴어크 장로회에 의해 목사 안수를 받았다. 이 후, 그는 뉴저지의 크로스위크성으로 이사했다. 1년 안에 크로스위크성 원주민 교회는 130명의 교인을 가졌고, 이들은 1746년에 크랜베리로 이주하여 기독교 공동체를 세웠다.
이 시기에 그는 교회 목사가 되기 위해 선교지를 떠나라는 여러 제안을 거절했다. 그는 원주민 개종 작업을 계속했으며, 일기에 다음과 같이 썼다.

'나는 인생에서 다른 어떤 환경이나 사업에 대한 자유가 없었다. 나의 모든 열망은 믿지 않는 사람들의 회심이었고, 나의 모든 희망은 하나님 안에 있었다. 하나님은 나에게 친구를 만나고, 사랑하는 지인에게 돌아가고, 세상적인 위안을 누릴 희망으로 기뻐하거나 위로받는 것을 허락하지 않으셨다.'

### 죽음
1746년 11월, 그는 너무 병이 심해져 목회를 계속할 수 없게 되었고, 엘리자베스에 있는 조나단 디킨슨의 집으로, 나중에는 노샘프턴에 있는 조나단 에드워드의 집으로 이사했다. 그해 여름 보스턴으로 여행을 간 것을 제외하고, 그는 다음 해 사망할 때까지 에드워드의 집에 머물렀다. 1747년 5월, 그는 불치병인 폐결핵 진단을 받았다. 9월 24일 일기에서 브레이너드는 다음과 같이 썼다.

'지금까지 겪었던 가장 큰 고통을 겪고 있다. 특이한 종류의 딸꾹질이 나를 질식시키거나 구토하게 만들었다.'

이 기간 동안 그는 조나단 에드워드의 열일곱 살 딸 예루샤 에드워즈의 간호를 받았다. 그들의 우정은 깊어져 "많은 사람들이 그들 사이에 깊은 (심지어 낭만적인) 사랑이 있었다고 추측한다." 그는 1747년 10월 9일 29세의 나이로 결핵으로 사망했다. 예루샤는 1748년 2월 브레이너드를 간호하다가 결핵에 걸려 사망했다.
그의 죽음 이후, 그의 남동생 존 브레이너드가 그의 일을 이어받았다.

## 유산

### 교회와 선교에 대한 영향

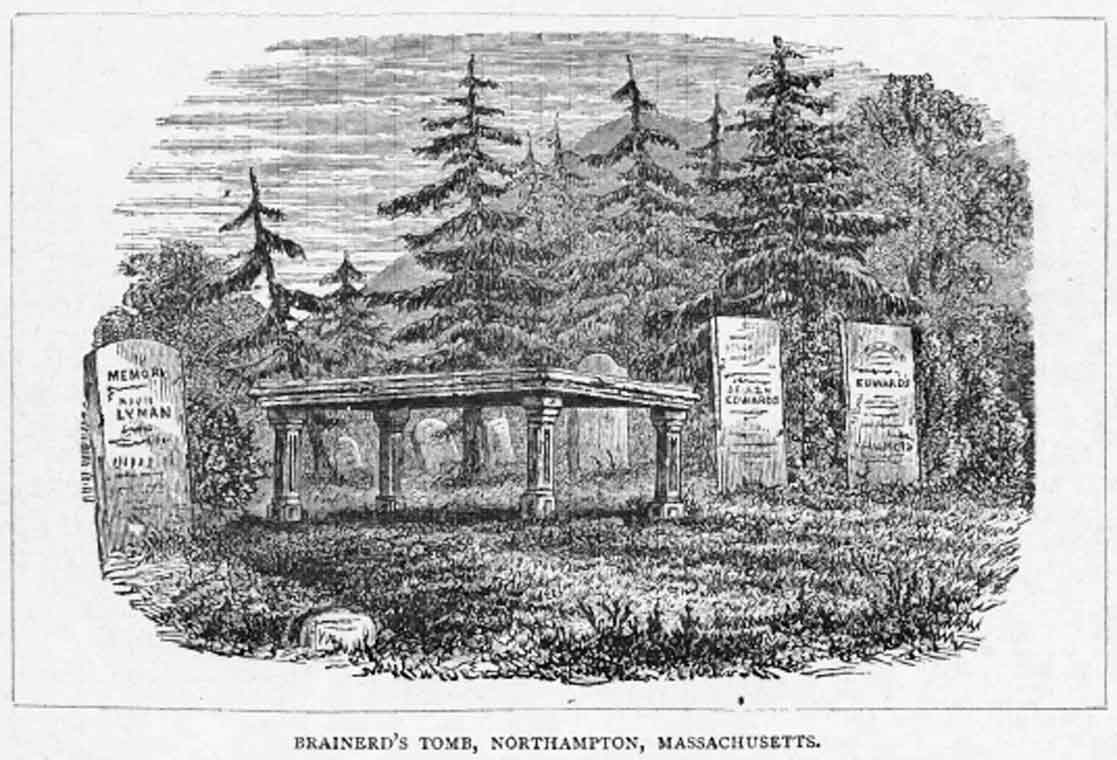
노샘프턴에 있는 브레이너드의 묘지.

그는 소수의 개종자들을 얻었지만, 그에 대한 책들 덕분에 1800년대에 널리 알려졌다. 그의 일기는 스코틀랜드 기독교 지식 전파 협회에 의해 1746년에 두 부분으로 출판되었다.
미래 세대에 대한 브레이너드의 영향력 대부분은 조나단 에드워드가 편집하여 1749년에 고 데이비드 브레이너드 목사의 삶에 대한 기록이라는 제목으로 처음 출판된 전기 덕분이다. 이 전기는 즉시 널리 알려졌고, 18세기 신학자 존 웨슬리는 '모든 설교자는 데이비드 브레이너드의 삶을 주의 깊게 읽어야 한다'고 촉구했다. 18세기부터 선교사들도 이 전기로부터 영감과 격려를 얻었다. 기디언 홀리는 고난 속에서 다음과 같이 썼다.
'나는 나를 지탱해 줄 인간적인 [인간적인 또는 자연적인] 것 이상이 절실히 필요하다. 나는 성경과 브레이너드 씨의 삶이라는 내가 가져온 유일한 책들을 읽고, 그들로부터 약간의 지지를 얻는다.'
조나단 에드워즈의 브레이너드 전기가 자신의 삶에 영향을 미쳤다고 주장한 다른 선교사들로는 헨리 마틴, 윌리엄 캐리, 제임스 엘리엇, 그리고 애도니럼 저드슨이 있다.

### 고등 교육에 대한 영향
브레이너드의 삶은 또한 프린스턴 대학교와 다트머스 대학교의 설립에도 영향을 미쳤다. '뉴저지 대학'(나중에 프린스턴)은 뉴욕과 뉴저지 장로교 노회의 예일에 대한 불만 때문에 설립되었다. 브레이너드의 퇴학 및 재입학 거부는 조나단 디킨슨과 애런 버 1세와 같은 사람들이 이 불만에 따라 행동하도록 만드는 중요한 요인이 되었다. 실제로, 브레이너드가 그곳에서 회복 중이던 1747년 5월에 디킨슨의 집에서 수업이 시작되었다. 다트머스 대학교는 1748년에 엘리저 휠록이 미국 원주민과 식민지 주민들을 위해 설립한 학교에서 시작되었으며, 휠록은 브레이너드의 원주민 교육 사례에서 영감을 받았다.
라파예트 칼리지의 학생들은 브레이너드의 가르침에 따라 "기독교 선교와 세계 복음화를 촉진"하기 위해 브레이너드 복음주의 협회를 설립했다. 1902년, 그들은 신앙을 위한 모임을 가지기 위하여 건물을 지었는데, 이 건물은 캠퍼스 내 레크리에이션 시설로 사용된 브레이너드 홀(현재 호그 홀)이다.

## 기록물 소장처
펜실베이니아주 필라델피아에 있는 미국 장로교역사연구소에는 데이비드 브레이너드와 관련된  기록물가 있는데, 여기에는 브레이너드(c. 1743)가 조셉 벨라미 목사에게 보낸 편지와 영국 성공회 성직자인 아서 베넷 목사가 브레이너드의 출판된 작품에 대해 작성한 노트가 포함되어 있다.

## 같이 보기
- 모세스 툰다 타타미 (ca. 1690–1760), 브레이너드에게 세례를 받은 최초의 미국 원주민.
- 브레이너드 미션 체로키족 선교 (1817–1838)

## 자료
- Grigg, John A., The Lives of David Brainerd: The Making of an American Evangelical Icon (Oxford, OUP, 2009).
- Kilby, Clyde, 'David Brainerd: Knight of the Grail', in Russell T. Hitt (ed.), Heroic Colonial Christians (Philadelphia, 1966)
- Nichols, Heidi L., 'Those exceptional Edwards women', Christian History & Biography, 77 (2003)
- 놀, 마크, 'Jonathan Edwards: Christian history timeline – Passing the torch', Christian History & Biography, 77 (2003)
- Pettit, Norman, 'Prelude to mission: Brainerd's expulsion from Yale', The New England Quarterly, 59 (1986), pp. 28–50
- Piper, John, Tested By Fire: The Fruit of Suffering in the Lives of John Bunyan, William Cowper and David Brainerd (Inter-Varsity Press, 2001)

## 추가 자료
- 데이비드 브레이너드 전기